# Ču Žung-ťi
Ču Žung-ťi (čínsky pchin-jinem Zhū Róngjī, znaky 朱镕基, 20. října 1928 Čchang-ša, Chu-nan, Čína) je politik Čínské lidové republiky; v letech 1993 až 1998 vicepremiér a od 17. března 1998 do 16. března 2003 premiér Čínské lidové republiky jako nástupce Lia Pchenga a předchůdce Wena Ťia-paoa. Po odchodu z premiérské funkce se stáhl do ústraní.
Členem Komunistické strany Číny se Ču stal v říjnu 1949. V roce 1951 ukončil studium v oboru elektrotechniky na univerzitě Čching-chua. Od roku 1952 pracoval ve státní plánovací komisi, ale coby kritik některých pravidel během Maova Velkého skoku vpřed byl označen za „pravičáka“ a poslán učit do školy. V roce 1962 mu bylo umožněno opět začít pracovat pro státní plánovací komisi, kde zůstal až do roku 1969. Během Kulturní revoluce byl opět přesunut do školy, kde pracoval v letech 1970-1976.
Do politiky se vrátil s příchodem Tenga Siao-pchinga, který při spouštění svých ekonomických reforem sháněl podobně naladěné ekonomické poradce.
Jeho kariéru pak posílilo úspěšné vykonávání úřadu starosty Šanghaje v letech 1989 až 1991, kdy získal uznání zejména díky rozvoji Pchu-tungu, speciální ekonomické zóny mezi Šanghají a Východočínským mořem.